# Starza (Rymań)
Starza (deutsch Starsberg) ist ein Wohnplatz in der Woiwodschaft Westpommern in Polen. Er liegt im Gebiet der Gmina Rymań (Landgemeinde Roman) und gehört mit dieser zum Powiat Kołobrzeski (Kolberger Kreis).

## Geographische Lage
Der Wohnplatz liegt in Hinterpommern, etwa 85 Kilometer nordöstlich von Stettin und etwa 25 Kilometer südlich von Kołobrzeg (Kolberg). Er liegt auf 59 m ü. NN am nördlichen Abhang des Hohen Starsberges, der bis auf 77 m ü. NN ansteigt. 
Die nächsten Nachbarorte sind das gut 2 Kilometer westlich gelegene Dorf Rymań (Roman) und das knapp 2 Kilometer nördlich gelegene Dorf Leszczyn (Lestin).

## Geschichte
Starsberg war ursprünglich ein Vorwerk mit Schäferei des Rittergutes in Roman. Bereits auf der Lubinschen Karte von 1618 ist Starsberg eingetragen. In Ludwig Wilhelm Brüggemanns Ausführlicher Beschreibung des gegenwärtigen Zustandes des Königlich-Preußischen Herzogtums Vor- und Hinterpommern (1784) ist Starsberg bei Roman unter den adligen Gütern des Greifenbergischen Kreises erwähnt, nämlich als „ein auf der Feldmark gelegenes Vorwerk mit einer Schäferei, Starsberg genannt“. Im Jahre 1818 wurde Starsberg mit Roman in den Kreis Fürstenthum umgegliedert und kam bei der Auflösung des Kreises Fürstenthum im Jahre 1871 zum Kreis Colberg-Cörlin. 
Um 1900 wurde das Gut Roman aufgeteilt. Dabei wurde Starsberg separat verkauft und ging durch mehrere Hände, bis es im Jahre 1925 durch Lothar von Dewitz gekauft wurde, der bereits Roman erworben hatte. So wurde Starsberg bis 1945 wieder als ein Vorwerk des Gutsbetriebes in Roman bewirtschaftet. Im Jahre 1938 wurde ein Teil der Fläche an benachbarte Landwirte verkauft; die vom Vorwerk Starsberg aus bewirtschaftete Fläche sank damit von 338 Hektar auf 105 Hektar. Die letzte Eigentümerin vor 1945 war die Witwe von Lothar von Dewitz. 
Bis 1945 bildete Starsberg einen Wohnplatz in der Gemeinde Roman und gehörte mit dieser zum Kreis Kolberg-Körlin.
Nach dem Zweiten Weltkrieg kam Starsberg, wie ganz Hinterpommern, an Polen. Es erhielt den polnischen Ortsnamen Starza. 
Starza gehört heute zum Schulzenamt Rymań in der Gmina Rymań.

## Entwicklung der Einwohnerzahlen
- 1816: 10 Einwohner[4]
- 1864: 66 Einwohner[4]
- 1885: 83 Einwohner[4]
- 1905: 60 Einwohner[4]
- 2013: 03 Einwohner[5]